# Scopula crassipuncta
Scopula crassipuncta là một loài bướm đêm trong họ Geometridae.